# Jorge Lencina
Jorge Daniel Lencina (Córdova, 26 de março de 1976) é um ex-judoca argentino, que conquistou a medalha de bronze ao terminar em terceiro lugar na categoria peso-leve, de até 60 quilos, nos Jogos Pan-americanos de 1995, no Mar del Plata.
Jorge disputou três edições consecutivas dos Jogos Olímpicos de Verão, começando em 1996. Foi medalha de bronze nos Jogos Paralímpicos de Londres 2012.